# Tajvani filmművészet

Az Oscar-díjas Tigris és sárkány című film egyik leghíresebb jelenete

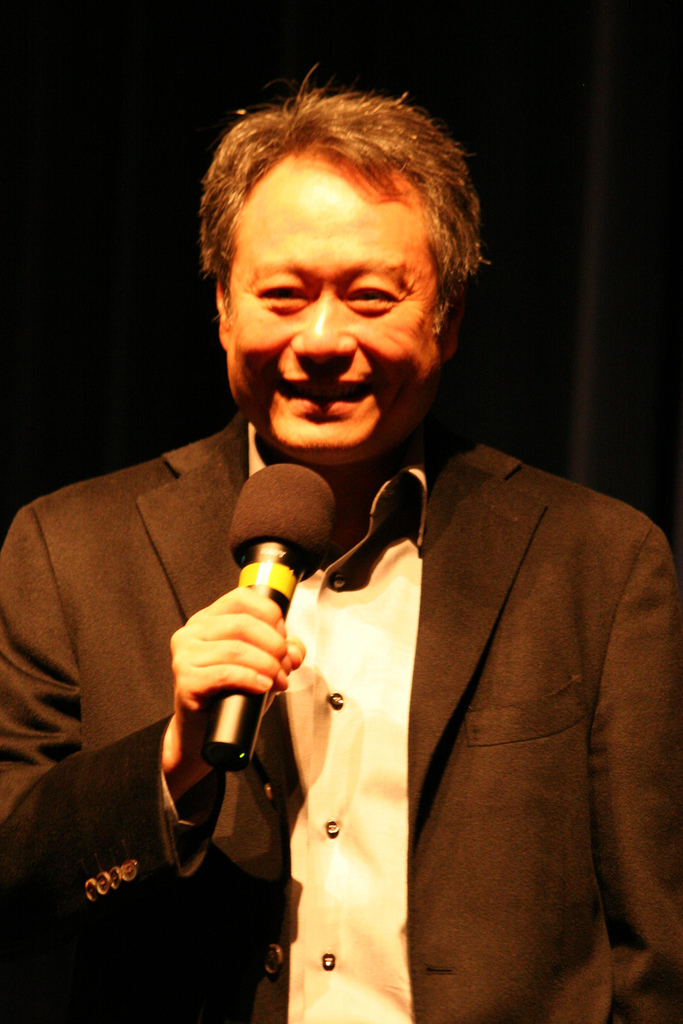
Ang Lee, a legismertebb tajvani filmrendező

A tajvani filmművészet kezdete az 1900-as évek elejére tehető, bár ekkor még japánok forgattak mozgófilmet a szigeten. A fél évszázados japán megszállás rányomta bélyegét a tajvani filmművészetre, az első igazi tajvani játékfilmet 1922-ben bár kínai hatásra, tajvani tőkéből és tajvani színészekkel forgatták, a szakembergárda továbbra is japán volt. A második világháború végéig nem létezett önálló tajvani filmipar. Az 1960-as években a filmgyártás fellendült, évente 200-300 filmet, főképpen romantikus drámákat és harcművészeti alkotásokat forgattak, majd a hongkongi filmipar megerősödésének következtében a tajvani filmipar hanyatlásnak indult, a közönség a külföldi filmeket preferálta. Az 1980-as években az Edward Yanghoz és Hou Hsziao-hszien (Hou Hsiao-hsien)hez hasonló, új hullámos rendezők nemzetközi filmfesztiválokon értek el kritikai sikereket drámai alkotásaikkal, Tajvanon azonban nem voltak népszerűek. A második új hullám rendezői közül a legismertebb az Oscar-díjas Ang Lee. A 2000-es években a 7-Up generációnak keresztelt fiatal rendezők alkotásai kezdték el újra népszerűvé tenni a tajvani filmeket.

## A kezdetek

### A film megérkezése Tajvanra
1895-től 1945-ig Tajvan japán megszállás alatt volt, a fél évszázados japán uralom a tajvani filmművészetre is rányomta a bélyegét, hiszen rögtön a film elterjedésének kezdetén japán behatások érték. A sziget politikai helyzete miatt teljesen elszigetelődött a kontinentális Kínától, így több mint húsz évig a tajvani közönség egyáltalán nem látott kínai filmet. Főképpen japán, illetve európai és amerikai alkotásokat vetítettek Tajvanon, melyek Japánon keresztül jutottak el a szintén japánok által alapított és működtetett tajvani filmszínházakba.
Mivel a japánokat érdekelte a nyugati technológia, így a japán uralom alatt Tajvan is együtt fejlődött a másik szigetországgal, szinte egyszerre mutatták be a filmipari-filmművészeti újdonságokat mindkét országban. 1898 augusztusában mutatták be a helyi közönségnek például a kinetoszkópot egy tajpeji teaházban. Néhány évvel később a vetített mozgófilm is megérkezett Tajvanra, a helybéliek elektromos árnyjátéknak hívták.
Az első igazi filmvetítésre 1900. június 21-én került sor Tajpejben, egy japán üzletember jóvoltából. Olyan rövid filmeket mutattak be, mint a Haj suj jü (Hai shui yu) (Fürdőző nők) vagy a Kung zsen hszüan hua (Gong ren xuan hua) (Munkások zajongása). 1904 és 1907 között különösen népszerűek voltak a francia Pathé testvérek filmjei, az első igazi mozi pedig 1911-ben nyílt meg Tajpejben. Az első időkben a némafilmeket szinte kizárólag japánul kommentálták, így a közönség nagy része japán volt. Az 1920-as években nyíltak meg olyan mozik, ahol már tajvani kommentátorok kísérték a filmvetítést.

### Az első tajvani alkotások
Az első Tajvanon készített filmet 1907-ben egy japán forgatta, és a tajvani japán uralomról szólt. 1914-ben a sziget kormányzója létrehozott egy mobil filmműhelyt, melynek célja a japán kultúra terjesztése volt. 1923-ban a Taiwan Daily News Press létrehozta a saját forgatócsoportját, és főképpen rövid dokumentum- és játékfilmeket készítettek, a japán uralmat dicsérve. Az első nagyjátékfilm, melyet Tajvanon készítettek az 1922-ben, Tanaka King által rendezett Ta fo tö tung kung (Da fo de tong kong) (Buddha tanítványa) volt. A film egy kínai hivatalnokról szólt, aki megpróbált házasságra kényszeríteni egy tajvani lányt, akit végül egy nemes japán úriember mentett meg.
A Sanghajból érkező kínai filmes hatás vezetett az első tajvani alapítású filmstúdió, a Taiwan Motion Picture Study Society létrehozásához, mely főképp hőstörténeteket forgatott. Az első filmjük, a Liu Sze-jang (Liu Siyang) által 1925-ben rendezett Sej cse kuo (Shei zhi guo) (Kinek a hibája?) csúfosan megbukott. Második filmjük, az 1929-ben bemutatott, Csang Jün-ho (Zhang Yunhe) által rendezett Hszie ho (Xie he) (Vérfolt) című alkotás azonban óriási sikert aratott. A film egy asszonyról szólt, aki kedvesével útnak indul, hogy megbosszulják a nő apjának halálát. Ezek és a hasonló, akkoriban készült alkotások megegyeztek abban, hogy bár tajvani cégek, tajvani tőkéből, tajvani szereplőkkel készítették őket, a szakemberek (operatőrök, vágók stb.) azonban japánok voltak. Az ötvenéves japán uralom alatt Tajvan nem tudott független filmipart létrehozni.
A második kínai–japán háború (1937–45) alatt a tajvani filmgyártás szünetelt, mivel a japánok minden fajta nem japán szórakoztató műsort betiltottak.

## 1960-as, 1970-es évek
Az 1960-as, 70-es években a tajvani filmipar fellendülésnek indult, főképpen romantikus drámákat, melodrámákat, kungfufilmeket és krimiket készítettek, nem csak a hazai, de általánosan az ázsiai piacra is. A filmek nagy részét állami támogatásból készítették, így erősen propaganda-jellegűek is voltak. Ebben az időben kezdtek el kisebb cégek holo nyelvű filmeket forgatni. A tajvani filmipar ebben az időszakban évente 200-300 filmet készített, az 1970-es években azonban megkezdődött a hanyatlás, jórészt a hongkongi filmipar megerősödése miatt.

## Új hullám
Az 1980-as években, amikor tovább gyűrűzött a tajvani filmipar válsága, fiatal, merész rendezők újszerű meglátással elkezdtek kísérleti jellegű filmeket forgatni. Ezeket a rendezőket hívják a tajvani filmművészet „új hullám”-rendezőinek. Az első új hullám alkotás az 1982-es Kuang jin tö ku si (Guang yin de gu shi) (In Our Time) című alkotás volt, mely négy rendező négy filmjéből állt össze. Az újhullám-filmek jellegzetessége volt a társadalmi realizmus és a hétköznapi ember témaköre. A legkiemelkedőbb rendezők közé tartozik Edward Yang, aki főképp a nagyvárosi élet problémáival foglalkozott (Csing mej csu ma (Qing mei zhu ma), Taipei Story, 1985; Kung pu fen ce (Kong bu fen zi), The Terrorizers, 1986) és Hou Hsziao-hszien (Hou Hsiao-hsien), aki a generációk közötti különbségeket vitte vászonra (Tung nien vang si (Tong nien wang shi), A Time to Live and A Time to Die, 1985; Lien lien feng csen (Lian lian feng chen), Dust in the Wind, 1986). Bár az újhullám-filmek külföldi fesztiválokon kritikai sikereket arattak, a tajvani közönséget nem vonzották és a rendezőknek sem állt szándékukban kommerszebb alkotásokat készíteni.

## Második új hullám
Az 1980-as évek végén indult meg a második új hullám, olyan rendezőkkel, akik továbbra is komolyan foglalkoztak a jelen problémáival, de már sokkal inkább a nagyközönségnek szánták a filmjeiket. Ennek ellenére a tajvani filmgyártás még a 21. század fordulóján sem volt túl produktív, 2000-ben összesen 20 filmet gyártottak Tajvanon, 2008-ra sikerült kissé fellendíteni a helyi filmgyártást, abban az évben már 40 filmet mutattak be, ami az összbemutatók 12%-át jelentette. A 2000-es évek legsikeresebb tajvani filmjei közé tartoznak az úgynevezett 7-Up generációs fiatal rendezők alkotásai, például a Blue Gate Crossing (2002) című dráma vagy a The Heirloom (2005) című horrorfilm.
A második új hullám egyik leghíresebb, nemzetközileg is legelismertebb rendezője Ang Lee, aki 2000-ben a legjobb idegen nyelvű film kategóriájában nyert Oscar-díjat a Tigris és sárkány című alkotásával, 2005-ben a Brokeback Mountain – Túl a barátságon című filmjéért pedig elnyerte a legjobb rendezőnek járó Oscar-díjat is, de számos más nemzetközi elismerésben is részesült.
2008-ban a Cape No. 7 című tajvani film óriási meglepetést okozott, mert minden idők második legtöbb bevételt hozó filmje lett Tajvanon a Titanic óta.